# Малонемско решение
Малогерманският път към обединение на Германия (на немски: Kleindeutsche Lösung der Deutschen Frage) е една от двете политически концепции и модел на решение за Германския въпрос след края на Наполеоновите войни.
Политическите поддръжници на малогерманското решение се обединяват около схващането, че държавите от Германския съюз трябва да се обединят под короната на пруския крал и без участието на Австрия. В това тази концепция се противопоставя на Великогерманското решение, предполагащ обединението на всички немскоговорещи територии под скиптъра на австрийския император. С началото на Германската революция от 1848 малонемският консенсус е по-привлекателен с оглед възможното приобщаване на негермански народи от австрийския модел, в който немскоезичните поданици са едва 25%. След активно обсъждане на Франкфуртското народно събрание на 5 април 1849 Фридрих Вилхелм IV получава короната на германски император. Германската революция обаче е потушена и първенството на Австрия в Германския съюз е възстановено.

През 1862 министър-председател на Прусия става Ото фон Бисмарк. Част от политическата му доктрина е обединение по малогерманския сценарий и за разлика от предшествениците си Бисмарк смята да направи това от позицията на силата:
| „ | Не с високопарни речи и вишегласие, а с желязо и кръв се решават великите въпроси на съвременността. | “ |

.
Кулминацията на Бисмарковата политика в това направление настъпва през 1866, когато се обострят отношенията между Австрия и Прусия във връзка с намиращите се след Датската война в съвместна администрация херцогства Шлезвиг и Холщайн. Бисмарк намира претекст да изиска изключването на Австрия и Люксембург от съюза. Това отключва седемседмичен военен конфликт между двете държави, довел до победа на Прусия и разпадане на Германския съюз за сметка на новия пропруски Северногермански съюз. Реализацията на малогерманското решение става въпрос на време. Пет години по-късно германците побеждават последния противник на обединението им — Френската империя на Наполеон III. На 18 януари 1871 във Версай е обявена Германската империя, към която се присъединяват Бавария, Баден, Вюртемберг, Хесен, но не и Австрия, Люксембург, и Лихтенщайн.
- Германски съюз през 1820
- Германският съюз до 1866
- Разпространение на немския език към 1910
- Първо немско народно събрание в църквата Св. Павел, Франкфурт-на-Майн, 1848—1849
- Пруска експанзия и Германска империя